# Nazionale maschile di football americano della Russia
La nazionale di football americano della Russia (Сборная России по американскому футболу) è la selezione maggiore maschile di football americano della FAFR, che rappresenta la Russia nelle varie competizioni ufficiali o amichevoli riservate a squadre nazionali.

## Risultati
Legenda: Grassetto: Risultato migliore, Corsivo: Mancate partecipazioni

## Dettaglio stagioni

### Amichevoli
| Stagione | Vin | Par | Per | Tot | PF | PS  | avversaria      |
| -------- | --- | --- | --- | --- | -- | --- | --------------- |
| 1991     | 0   | 0   | 1   | 1   | 26 | 14  | Francia         |
| 2006     | 0   | 0   | 1   | 1   | 6  | 48  | Finlandia       |
| 2015     | 0   | 0   | 1   | 1   | 0  | 7   | Polonia         |
| 2017     | 1   | 0   | 0   | 1   | 7  | 2   | Belgio          |
| 2018     | 0   | 1   | 1   | 1   | 13 | 40  | Spagna, Turchia |
| Totale   | 1   | 1   | 4   | 6   | 52 | 111 |                 |

Fonte: americanfootballitalia.com

### Tornei

#### Mondiali

##### Qualificazioni
| Stagione | regular season | regular season | regular season | regular season | regular season | regular season | playoff | playoff | playoff | playoff | playoff | playoff   | playoff    |
|          | Vin            | Par            | Per            | Tot            | PF             | PS             | Vin     | Per     | Tot     | PF      | PS      | risultato | avversaria |
| -------- | -------------- | -------------- | -------------- | -------------- | -------------- | -------------- | ------- | ------- | ------- | ------- | ------- | --------- | ---------- |
| 2006     |                |                |                |                |                |                | 0       | 1       | 1       | 0       | 42      |           | Finlandia  |
| Totale   |                |                |                |                |                |                | 0       | 1       | 1       | 0       | 42      |           |            |

Fonte: americanfootballitalia.com

#### Europei

##### Europeo ante-2001/Europeo dal 2018

###### Qualificazioni
| Stagione | regular season | regular season | regular season | regular season | regular season | regular season | playoff | playoff | playoff | playoff | playoff | playoff                         | playoff       |
|          | Vin            | Par            | Per            | Tot            | PF             | PS             | Vin     | Per     | Tot     | PF      | PS      | risultato                       | avversaria    |
| -------- | -------------- | -------------- | -------------- | -------------- | -------------- | -------------- | ------- | ------- | ------- | ------- | ------- | ------------------------------- | ------------- |
| 1998     | -              | -              | -              | -              | -              | -              | 0       | 1       | 1       | 3       | 13      |                                 | Ucraina       |
| 2015     | 1              | 0              | 0              | 1              | 20             | 0              | -       | -       | -       | -       | -       | Qualificata al turno successivo | Norvegia      |
| 2016     | -              | -              | -              | -              | -              | -              | 0       | 2       | 2       | 9       | 47      | Quarto posto                    | Paesi Bassi   |
| 2019     | -              | -              | -              | -              | -              | -              | 0       | 2       | 2       | 7       | 68      | Terzo posto                     | Gran Bretagna |
| Totale   | 1              | 0              | 0              | 1              | 20             | 0              | 0       | 5       | 5       | 19      | 128     |                                 |               |

Fonte: americanfootballitalia.com

##### Europeo B
| Stagione | regular season | regular season | regular season | regular season | regular season | regular season | playoff | playoff | playoff | playoff | playoff | playoff     | playoff    |
|          | Vin            | Par            | Per            | Tot            | PF             | PS             | Vin     | Per     | Tot     | PF      | PS      | risultato   | avversaria |
| -------- | -------------- | -------------- | -------------- | -------------- | -------------- | -------------- | ------- | ------- | ------- | ------- | ------- | ----------- | ---------- |
| 2004     | 1              | 0              | 2              | 3              | 58             | 49             | -       | -       | -       | -       | -       | Terzo posto |            |
| Totale   | 1              | 0              | 2              | 3              | 58             | 49             | -       | -       | -       | -       | -       |             |            |

Fonte: americanfootballitalia.com

##### Europeo C

###### Fase finale
| Stagione | regular season | regular season | regular season | regular season | regular season | regular season | playoff | playoff | playoff | playoff | playoff | playoff      | playoff     |
|          | Vin            | Par            | Per            | Tot            | PF             | PS             | Vin     | Per     | Tot     | PF      | PS      | risultato    | avversaria  |
| -------- | -------------- | -------------- | -------------- | -------------- | -------------- | -------------- | ------- | ------- | ------- | ------- | ------- | ------------ | ----------- |
| 2003     | 2              | 0              | 0              | 2              | 70             | 25             | 1       | 0       | 1       | 43      | 35      | Campione     | Italia      |
| 2012     | -              | -              | -              | -              | -              | -              | 0       | 2       | 2       | 34      | 37      | Quarto posto | Paesi Bassi |
| Totale   | 2              | 0              | 0              | 2              | 70             | 25             | 1       | 2       | 3       | 77      | 72      |              |             |

Fonte: americanfootballitalia.com

###### Qualificazioni
| Stagione | regular season | regular season | regular season | regular season | regular season | regular season | playoff | playoff | playoff | playoff | playoff | playoff     | playoff     |
|          | Vin            | Par            | Per            | Tot            | PF             | PS             | Vin     | Per     | Tot     | PF      | PS      | risultato   | avversaria  |
| -------- | -------------- | -------------- | -------------- | -------------- | -------------- | -------------- | ------- | ------- | ------- | ------- | ------- | ----------- | ----------- |
| 2012     | -              | -              | -              | -              | -              | -              | 1       | 0       | 1       | 46      | 0       | Qualificata | Bielorussia |
| Totale   | -              | -              | -              | -              | -              | -              | 1       | 0       | 1       | 46      | 0       |             |             |

Fonte: americanfootballitalia.com

### Riepilogo partite disputate
| Anno              | Luogo               | Evento     | Fase del torneo           | Incontro               | Risultato     |
| 1991              | Albertville         | Amichevole |                           | Francia - Russia       | 26 - 14       |
| 11 ottobre 1998   | ?                   | Europeo    | Qualificazioni            | Ucraina - Russia       | 13 - 3        |
| 29 luglio 2003    | Copenaghen          | Europeo C  | Girone                    | Paesi Bassi - Russia   | 10 - 28       |
| 31 luglio 2003    | Copenaghen          | Europeo C  | Girone                    | Russia - Danimarca     | 42 - 15       |
| 2 agosto 2003     | Copenaghen          | Europeo C  | Finale                    | Italia - Russia        | 35 - 43       |
| 23 agosto 2004    | Amiens              | Europeo B  | Girone                    | Gran Bretagna - Russia | 24 - 21       |
| 25 agosto 2004    | Amiens              | Europeo B  | Girone                    | Russia - Francia       | 6 - 19        |
| 28 agosto 2004    | Amiens              | Europeo B  | Girone                    | Russia - Spagna        | 31 - 6        |
| 2006              | Helsinki            | Amichevole |                           | Finlandia - Russia     | 48 - 6        |
| 14 ottobre 2006   | Helsinki            | Mondiale   | Qualificazioni            | Finlandia - Russia     | 42 - 0        |
| 2007              | Novi Sad            | Amichevole |                           | Serbia - Russia        |               |
| 4 agosto 2012     | Mosca               | Europeo C  | Qualificazioni            | Russia - Bielorussia   | 46 - 0        |
| 14 settembre 2012 | San Gallo           | Europeo C  | Semifinale                | Svizzera - Russia      | 20 - 19       |
| 16 settembre 2012 | Hohenems            | Europeo C  | Finale 3º - 4º posto      | Paesi Bassi - Russia   | 17 - 15       |
| 2015              | Lublino             | Amichevole |                           | Polonia - Russia       | 7 - 0         |
| 10 ottobre 2015   | Puškin              | Europeo    | Qualificazioni            | Russia - Norvegia      | 20 - 0        |
| 16 settembre 2016 | Worcester           | Europeo    | Qualificazioni            | Gran Bretagna - Russia | 30 - 3        |
| 18 settembre 2016 | Worcester           | Europeo    | Qualificazioni            | Paesi Bassi - Russia   | 17 - 6        |
| 21 ottobre 2017   | Bruxelles           | Amichevole |                           | Belgio - Russia        | 2 - 7         |
| 4 agosto 2018     | Las Rozas de Madrid | Amichevole |                           | Spagna - Russia        | 27 - 0        |
| 22 settembre 2018 | Istanbul            | Amichevole |                           | Turchia - Russia       | 13 - 13       |
| 5 ottobre 2019    | Mosca               | Europeo A  | Qualificazioni            | Russia - Svezia        | 7 - 34        |
| 19 ottobre 2019   | Londra              | Europeo A  | Qualificazioni            | Gran Bretagna - Russia | 34 - 0        |
| 2021              |                     | Europeo A  | Semifinale 9º - 12º posto | Rep. Ceca - Russia     | 0 - 35 d.g.s. |
| 30 ottobre 2021   | Basilea             | Europeo A  | Finale 9º - 10º posto     | Svizzera - Russia      | 9 - 36        |

## Confronti con le altre Nazionali
Questi sono i saldi della Russia nei confronti delle Nazionali incontrate.

### Saldo positivo
| Nazionale   | Giocate | Vinte | Pareggiate | Perse | PF | PS | Ultima vittoria | Ultimo pari | Ultima sconfitta |
| ----------- | ------- | ----- | ---------- | ----- | -- | -- | --------------- | ----------- | ---------------- |
| Bielorussia | 1       | 1     | 0          | 0     | 46 | 0  | 2012            | -           | -                |
| Rep. Ceca   | 1       | 1     | 0          | 0     | 35 | 0  | 2021            | -           | -                |
| Danimarca   | 1       | 1     | 0          | 0     | 42 | 15 | 2003            | -           | -                |
| Norvegia    | 1       | 1     | 0          | 0     | 20 | 0  | 2015            | -           | -                |
| Italia      | 1       | 1     | 0          | 0     | 43 | 35 | 2003            | -           | -                |
| Belgio      | 1       | 1     | 0          | 0     | 7  | 2  | 2017            | -           | -                |

### Saldo in pareggio
| Nazionale | Giocate | Vinte | Pareggiate | Perse | PF | PS | Ultima vittoria | Ultimo pari | Ultima sconfitta |
| --------- | ------- | ----- | ---------- | ----- | -- | -- | --------------- | ----------- | ---------------- |
| Svizzera  | 2       | 1     | 0          | 1     | 55 | 29 | 2021            | -           | 2012             |
| Turchia   | 1       | 0     | 1          | 0     | 13 | 13 | -               | 2018        | -                |
| Spagna    | 2       | 1     | 0          | 1     | 31 | 33 | 2004            | -           | 2018             |

### Saldo negativo
| Nazionale     | Giocate | Vinte | Pareggiate | Perse | PF | PS | Ultima vittoria | Ultimo pari | Ultima sconfitta |
| ------------- | ------- | ----- | ---------- | ----- | -- | -- | --------------- | ----------- | ---------------- |
| Paesi Bassi   | 3       | 1     | 0          | 2     | 49 | 44 | 2003            | -           | 2016             |
| Polonia       | 1       | 0     | 0          | 1     | 0  | 7  | -               | -           | 2015             |
| Ucraina       | 1       | 0     | 0          | 1     | 3  | 13 | -               | -           | 1998             |
| Francia       | 2       | 0     | 0          | 2     | 20 | 45 | -               | -           | 2004             |
| Svezia        | 1       | 0     | 0          | 1     | 7  | 34 | -               | -           | 2019             |
| Gran Bretagna | 3       | 0     | 0          | 3     | 24 | 88 | -               | -           | 2019             |
| Finlandia     | 2       | 0     | 0          | 2     | 6  | 90 | -               | -           | 2006             |